# Fairytale (album de Donovan)
Pour les articles homonymes, voir Fairytale.
Albums de Donovan
What's Bin Did and What's Bin Hid
(1965) Sunshine Superman
(1966)
Fairytale est le deuxième album de Donovan. Il est sorti en octobre 1965 chez Pye Records. Le chanteur écossais s'éloigne de l'influence de Woody Guthrie et Bob Dylan pour développer un style plus personnel.

## Histoire
L'album est sorti en novembre 1965 aux États-Unis, chez Hickory Records (en), avec un contenu légèrement différent, incluant notamment une reprise de la chanson de Buffy Sainte-Marie Universal Soldier (en).

## Fiche technique

### Chansons
Toutes les chansons sont écrites et composées par Donovan Leitch, sauf mention contraire.
| 1. | Colours                    |              | 2:11 |
| 2. | To Try for the Sun         |              | 3:36 |
| 3. | Sunny Goodge Street        |              | 2:55 |
| 4. | Oh Deed I Do               | Bert Jansch  | 2:00 |
| 5. | Circus of Sour             | Paul Bernath | 1:50 |
| 6. | Summer Day Reflection Song |              | 2:11 |

| 7.  | Candy Man                   | traditionnel   | 3:25 |
| 8.  | Jersey Thursday             |                | 2:13 |
| 9.  | Belated Forgiveness Plea    |                | 2:54 |
| 10. | The Ballad of a Crystal Man |                | 3:50 |
| 11. | The Little Tin Soldier      | Shawn Phillips | 3:02 |
| 12. | The Ballad of Geraldine     |                | 4:38 |

### Musiciens
- Donovan : chant, guitare acoustique, harmonica, banjo
- Shawn Phillips : guitare 12 cordes, guitare acoustique 6 cordes
- Brian Locking (en) : basse
- Skip Alan : batterie
- Harold McNair : flûte